# Abraham Lincoln
Abraham Lincoln (tudi Abe Lincoln, »Pošteni Abe« (angleško Honest Abe) in »Veliki emancipator« (Great Emancipator), ameriški politik, * 12. februar 1809, Sinking Spring Farm pri Hodgenvillu, okrožje Hardin, Kentucky, ZDA, † 15. april 1865, Washington.
Lincoln je bil 16. predsednik Združenih držav Amerike (od leta 1861 do 1865) in prvi republikanski predsednik. Močno je nasprotoval širjenju suženjstva v zvezna ozemlja, zato je njegova zmaga na predsedniških volitvah leta 1860 še podkrepila razdelitev naroda na dva dela. Pred njegovo umestitvijo marca 1861 se je sedem južnih suženjskih zveznih držav odcepilo od ZDA, ustanovilo Konfederacijske države Amerike ter v upravljanje prevzelo trdnjave ter drugo lastnino ZDA in njene vojske na svojem ozemlju. Ti dogodki so kmalu privedli do ameriške državljanske vojne.
Lincoln je bil prekaljen politik, ki je s spretnim uravnotežanjem nasprotujočih si mnenj in usmerjanju medsebojno sovražnih skupin k skupnemu cilju pripeljal vojno do zmage ZDA nad  odcepljenimi konfederacijskimi državami. Njegove vodstvene sposobnosti so se izkazale v diplomatskem ravnanju z obmejnimi suženjskimi zveznimi državami na začetku bojev, v zavrnitvi poskusa kongresa, da bi ponovno uredil Lincolnov predsedniški kabinet (1862), v številnih govorih in objavah, ki so pripomogli k mobilizaciji severnih držav ter v zavrnitvi miru v predsedniški kampanji leta 1864. Nekateri ga grajajo zaradi izdajanja izvršnih ukazov, nasprotujočih habeas corpus ter zapiranja nasprotujočih vladnih uradnikov in nekaterih založnikov.
Lincoln je imel močan vpliv na politične in družbene ustanove ZDA. Njegovo najpomembnejše dejanje je bilo tu morda osnovanje pogojev za večjo centralizacijo moči v zvezni vladi in oslabitev moči vlad posameznih zveznih držav, čeprav to ni dorečeno. Zvezna vlada je bila po t. i. rekonstrukciji ponovno oslabljena, sodobna administrativna zvezna država pa je nastala šele z Rooseveltovim New Dealom 70 let kasneje. Lincoln je bil tudi predsednik, ki je zahvalni dan proglasil za narodni praznik, ustanovil ministrstvo za poljedelstvo (čeprav ne na nivoju kabineta), prenovil narodno bančništvo in banke ter za zvezni državi priznal Zahodno Virginijo in Nevado. Prav tako je s podpisom Zakona o zemlji priseljencev (Homestead Act) leta 1862 spodbudil prizadevanja za naselitev belcev na ameriškem Zahodu. Kakorkoli, najbolj slovi po ključni vlogi pri ukinitvi suženjstva v ZDA z uzakonitvijo Razglasa o odpravi suženjstva (Emancipation Proclamation), ki je pripravil tla za popolno odpravo le-tega.

## Življenje
Rodil se je v revni družini kot drugi otrok Thomasa in Nancy Lincoln (rojena Hanks). Že v zgodnji mladosti se je njegova družina iz Kentuckyja preselila v zvezno državo Indiana. Po smrti matere leta 1818 se je njegov oče leta 1819 poročil s Sarah Bush Johnston, ki je bila stroga mačeha in je zahtevala, da se Abraham izobrazi. Kljub temu je Abraham mačeho vzljubil, kasneje pa se je od očeta precej oddaljil, kar naj bi bilo povezano z očetovo slabo izobrazbo. Leta 1830 se je družina Lincoln preselila v zvezno državo Illinois. Pri 22. letih se je Abraham osamosvojil in se preselil v  New Salem v Sangamon Countyju, kjer je leta 1832 s partnerjem kupil majhno trgovino. Po kratkem času slabega poslovanja je svoj delež v trgovini prodal. Kasneje je delal kot kmet, gozdar, merilec, splavar in nato kot upravnik pošte. V tem času se je kot samouk izšolal za pravnika.

### Pravniška licenca in začetki politične kariere
Pravniško licenco je dobil leta 1836, ko se je tudi preselil v Springfield, Illinois. Tam je začel opravljati poklic pri Johnu T. Stuartu, bratrancu Mary Todd, s katero sta se spoznala decembra 1839, se zaročila decembra 1840 in poroko načrtovala za 1. januarja 1841. Kasneje je Lincoln zaroko sicer razdrl, a se je par vendarle poročil 4. novembra 1842. Lincoln je že kmalu dobil velik ugled kot odličen navzkrižni zasliševalec in sposoben retorik, katerega zaključni govori so bili vedno zanimivi. Med letoma 1841 in 1844 je bil partner v odvetniški pisarni Lincoln-Herndon Law Offices Kot predstavnik vigovske stranke je bil štiri mandate zapored predstavnik Sangamon Counyja v Illinois House of Representatives.

## Prvi predsedniški mandat
6. novembra 1860 je bil Abraham Lincoln izvoljen kot 16. predsednik ZDA. Na volitvah je zbral 1.866.452 glasov volilnih upravičencev. Njegovi nasprotniki so prejeli naslednje število glasov: demokrat Stephen A. Douglas 1.376.957, južni demokrat John C. Breckinridge 849.781, John Bell kandidat novo ustanovljene stranke Constitutional Union Party pa je prejel 588.789 glasov. Lincoln, ki je takrat kandidiral za Republikansko stranko je tako postal prvi republikanec, ki je postal ameriški predsednik.

### Atentat
Atentat na Lincolna, izveden le teden po predaji konfederacijskega generala Roberta Edwarda Leeja pri Appomatoxu, je umrlega pri milijonih Američanov napravil za mučenika. Navadno ga uvrščajo med največje predsednike ZDA, čeprav ga nekateri grajajo zaradi prekoračitev utečenih meja izvršne oblasti.
Atentat na Lincolna je izvedel igralec in konfederacijski vohun John Wilkes Booth. Atentat je izvedel 14. aprila 1865 v Fordovem gledališču, kjer je Abraham Lincoln v spremstvu žene gledal predstavo. Booth, ki je izkoristil odsotnost Lincolnovega telesnega stražarja, se je neopažen prikradel v predsedniško ložo in iz neposredne bližine z žepno pištolo ustrelil Lincolna v tilnik in ga smrtno ranil. Bootha je hotel po streljanju prijeti major Henry Rathbone, vendar ga je Booth med prerivanjem zabodel in pobegnil.
Po 10 dneh na begu so Bootha zvezni vojaki izsledili na neki kmetiji v Virginiji, kakih 70 km južno od Washingtona D.C. Po krajšem spopadu je Bootha 26. aprila 1865 ustrelil narednik Boston Corbett .